# Holihradî, Zalișciîkî
Holihradî (în ucraineană Голігради) este un sat în comuna Vîneatînți din raionul Zalișciîkî, regiunea Ternopil, Ucraina.

## Demografie
Componența lingvistică a localității Holihradî
     Ucraineană (100%)
Conform recensământului din 2001, toată populația localității Holihradî era vorbitoare de ucraineană (100%).